# ستاره میستو پود لاندشتینم
ستاره میستو پود لاندشتینم (به چکی: Staré Město pod Landštejnem) یک منطقهٔ مسکونی در جمهوری چک است که در ناحیه ییندریخوف هرادتس واقع شده‌است. ستاره میستو پود لاندشتینم ۶۹٫۱۹ کیلومتر مربع مساحت و ۴۹۰ نفر جمعیت دارد و ۵۴۵ متر بالاتر از سطح دریا واقع شده‌است.